# Jaime Luís Sobieski
Jaime Luís Sobieski (em polonês/polaco:  Jakub Ludwik Henryk Sobieski; 2 de novembro de 1667 – 19 de dezembro de 1737) foi um príncipe, político, diplomata, intelectual e viajante polaco filho do rei João III Sobieski da Polônia e de Maria Casimira Luísa de La Grange d'Arquien.

## Biografia
Jaime Luís Sobieski nasceu em 2 de novembro de 1667 em Paris, França. Foi batizado em honra do seu avô paterno, Jaime (Jakub), do seu padrinho Luis XIV (Ludwik) e de sua madrinha, a rainha Henriqueta (Henryk) Maria de Inglaterra.
Em 1683, com dezasseis anos, o jovem príncipe lutou ao lado do seu pai na célebre batalha de Viena contra os Turcos. Jaime era um membro da Ordem do Tosão de Ouro. Era também um Cavaleiro (supranumerário) da Ordem do Espírito Santo.

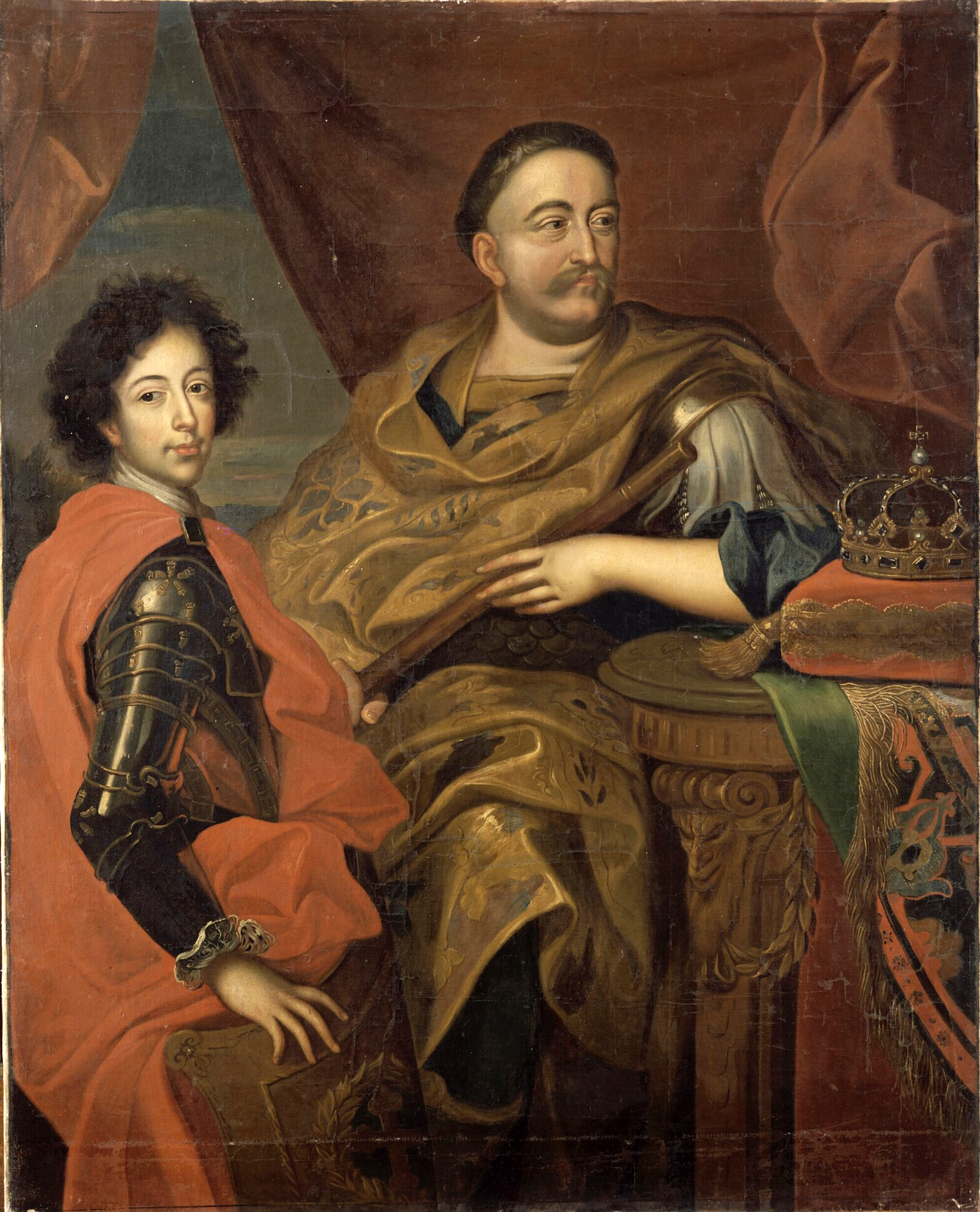
Retrato de Jaime Luís Sobieski com seu pai

Em 25 de março de 1691, Jaime casou com Edviges Isabel de Neuburgo (1673–1722), filha do Eleitor Palatino Filipe Guilherme. Deste casamento nasceram 6 crianças, um menino e cinco raparigas, das quais apenas três atingiram a idade adulta.
Como parte do dote de sua mulher ele recebeu o Principado de Oława.
Após a morte do pai de Jaime Luís, João III Sobieski, nada menos do que dezoito candidatos apresentaram-se ao trono polaco. Rivalidades familiares impediram a eleição de Jaime Luís Sobieski apesar do imperador do Sacro Império apoiar a sua candidatura. A sua própria mãe, a rainha viúva Maria Casimira, favorecia o seu genro, Maximiliano II Emanuel, Eleitor da Baviera. O poderoso rei Luís XIV de França apoiava Francisco Luís, Príncipe de Conti (1664–1709).
Por fim, Frederico Augusto I, Eleitor da Saxónia, que renunciara ao Luteranismo e se convertera ao Catolicismo para poder ser candidato ao trono Polaco, foi coroado como Augusto II, Rei da Polónia e Grão Duque da Lituânia em 1 de setembro de 1697.
Esta foi a primeira vez que o filho dum monarca falecido não foi eleito para suceder ao pai, uma vez que os anteriores herdeiros nesta situação haviam sido afastados por forças militares; foi também a primeira vez que um alemão se tornou rei da Polónia (o que se opunha à tradição de evitar a hegemonia alemã no país).
O primeiro ato de Augustus II como rei foi o de expulsar o Príncipe de Conti do país.
Em 1704 Jaime Luís Sobieski e o seu irmão Alexandre foram sitiados pelas tropas de Augusto II e aprisionados, tendo permanecido presos por dois anos antes de serem finalmente libertados.
Jaime Luís Sobieski morreu de um ataque a 19 de dezembro de 1737 em Żółkiew na Polónia (hoje a cidade ucraniana de Zhovkva) sendo aí sepultado. A sua filha mais velha que lhe sobreviveu, Maria Carolina, herdou um vasto património que incluía 11 cidades e 140 aldeias.

## Descendência
Do seu casamento com Edviges Isabel do Palatinado-Neuburgo nasceram 6 filhos:
1. Maria Leopoldina (30 de abril de 1693 – 12 de julho de 1695), morreu aos dois anos de idade;
2. Maria Casimira (20 de janeiro de 1695 – 18 de maio de 1723), se tornou freira, o pai tentou casá-la, sem sucesso, com Carlos XII da Suécia e morreu sem descendência;
3. Maria Carolina (25 de novembro de 1697 – 8 de maio de 1740) casou-se duas vezes: primeiro com Frederico Maurício Casimiro de La Tour d'Auvergne, sem descendência; e depois com o seu cunhado, Carlos Godofredo de La Tour d'Auvergne, com descendência;
4. João (21 de outubro de 1698 – julho de 1699), morreu aos nove meses de idade;
5. Maria Clementina (18 de julho de 1702 – 24 de janeiro de 1735), casou-se com Jaime Francisco Eduardo Stuart, com descendência;
6. Maria Madalena (nascida e morta em 3 de agosto de 1704), morreu logo após o nascimento.